# گاردن تاور
گاردن تاور (انگلیسی: Garden Tower) ساختمان اداری ۲۵ طبقه مستقر در شهر فرانکفورت است، که پروژه ساخت آن در سال ۱۹۷۳ آغاز شد و در سال ۱۹۷۶ به بهره‌برداری رسید.